# Javier Manquillo
Javier Manquillo Gaitán (Chinchón, Comunidad de Madrid, 5 de mayo de 1994) es un futbolista profesional español que juega como defensa.
Formado en las categorías inferiores del club rojiblanco, ha sido campeón de la Supercopa de Europa en 2012, de la Copa del Rey en 2013 y de Liga en 2014.

## Trayectoria

### Atlético de Madrid
Manquillo debutó con el primer equipo el 8 de diciembre de 2011 en el partido de ida de los dieciseisavos de final de la Copa del Rey contra el Albacete Balompié en un partido que terminó con una derrota por dos a uno.
Al comienzo de la temporada 2012-13 el Atlético de Madrid, como campeón de la Liga Europa 2012, se enfrentó al Chelsea, campeón de la Liga de Campeones 2012, en la final de la Supercopa de Europa 2012. Javi Manquillo fue convocado e inscrito en la competición aunque finalmente no llegó a jugar ningún minuto en el partido. En ese partido, el Atlético de Madrid venció al Chelsea por cuatro a uno y se proclamó campeón de la Supercopa 2012.
Durante el resto de la temporada, Manquillo alternó los entrenamientos con el primer equipo y con el filial llegando a disputar algunos partidos de Liga, Copa y Europa League. El 6 de diciembre debutó en la Europa League como titular en el partido frente al Viktoria Plzeň que finalizó con una derrota del club colchonero por uno a cero. Tres días después, debutó en Primera División en la victoria por seis a uno frente al Deportivo de La Coruña. Manquillo saltó al campo en el minuto 74 sustituyendo a Filipe Luís.
El 17 de mayo de 2013 el Atlético de Madrid disputó la final de la Copa del Rey frente al Real Madrid en el Santiago Bernabéu. En este partido los colchoneros vencieron al eterno rival proclamándose campeones de la Copa del Rey 2013 en un partido que se decidió en la prórroga por uno a dos.

#### Primer equipo
En la temporada 2013-14 se confirmó que Manquillo sería jugador del primer equipo y que luciría el dorsal número 17. Además, el 3 de septiembre de 2013 amplió su contrato con el Atlético de Madrid, renovando hasta 2018. El 11 de diciembre de ese mismo año debutó en la Liga de Campeones jugando como titular en el último partido de la fase de grupos ante el Oporto y obteniendo una victoria por dos a cero.
En la Liga, el Atlético de Madrid se proclamó campeón en la última jornada gracias a la ventaja de tres puntos que tenía sobre el Barcelona y al empate a uno que obtuvo en el Camp Nou. De este modo, Manquillo obtuvo su primer título de Liga.
Pese a ser jugador del primer equipo Manquillo jugó menos partidos que la temporada anterior, en parte, debido a la lesión que se produjo en la Copa del Rey en un choque con Cristiano Ronaldo. Esta lesión le tuvo de baja prácticamente dos meses.

#### Liverpool
El 6 de agosto de 2014 se anunció que Manquillo abandonaba el Atlético de Madrid para fichar por el Liverpool en calidad de cedido durante dos temporadas pagándole al Atlético de Madrid 2 millones de euros. El club inglés incluyó en el contrato una opción de compra por el jugador de 15 millones de euros aproximadamente. Debutó en su nuevo club el 17 de agosto en la primera jornada de Liga como titular. El Liverpool ganó al Southampton por dos a uno.

#### Olympique de Marsella
El 24 de julio de 2015 se hizo oficial su transferencia en calidad de cedido al Olympique de Marsella.

#### Regreso a Inglaterra
El 25 de agosto de 2016 se hacía oficial su cesión con opción de compra al Sunderland. En julio de 2017 se desvincula del Atlético de Madrid y fichó por el Newcastle United.

### Vigo
Tras varios años en Inglaterra, en enero de 2024 abandonó Newcastle y volvió a España después de firmar por el Real Club Celta de Vigo con un contrato hasta junio de 2025. A medida que avanzaron los meses fue perdiendo protagonismo y en el tramo final de la temporada 2024-25 no jugó ningún partido tras discutir con el entrenador, quedando libre al finalizar la campaña.

## Selección nacional
El 24 de enero de 2012 fue convocado con la selección española sub-18 para disputar la XXXVIII Copa del Atlántico en Gran Canaria de la que posteriormente se proclamaría campeón.
El 20 de marzo de 2012 fue convocado con la selección española sub-19 y elegido para formar parte del equipo que disputó el Europeo sub-19 de 2012 en el que se proclamó campeón pese a solo jugar los primeros partidos debido a una lesión.
El 30 de agosto de 2013 fue convocado por primera vez con la selección española sub-21 aunque no llegó a debutar. Jugó su primer partido con dicha selección el 5 de septiembre de 2014 ante Hungría.

## Estadísticas

### Clubes
Actualizado al último partido jugado el 19 de enero de 2025.
| Club | Div.          | Temporada     | Liga  | Liga  | Copas nacionales(1) | Copas nacionales(1) | Torneos internacionales(2) | Torneos internacionales(2) | Total | Total |
| Club | Div.          | Temporada     | Part. | Goles | Part.               | Goles               | Part.                      | Goles                      | Part. | Goles |
| --- | ------------- | ------------- | ----- | ----- | ------------------- | ------------------- | -------------------------- | -------------------------- | ----- | ----- |
| Atlético de Madrid "B" · España | 2.ª B         | 2011-12       | 13    | 0     | ―                   | ―                   | ―                          | ―                          | 13    | 0     |
| Atlético de Madrid · España | 1.ª           | 2011-12       | 0     | 0     | 1                   | 0                   | 0                          | 0                          | 1     | 0     |
| Atlético de Madrid "B" · España | 2.ª B         | 2012-13       | 29    | 0     | ―                   | ―                   | ―                          | ―                          | 29    | 0     |
| Atlético de Madrid "B" · España | Total club    | Total club    | 42    | 0     | 0                   | 0                   | 0                          | 0                          | 42    | 0     |
| Atlético de Madrid · España | 1.ª           | 2012-13       | 3     | 0     | 4                   | 0                   | 2                          | 0                          | 9     | 0     |
| Atlético de Madrid · España | 1.ª           | 2013-14       | 3     | 0     | 3                   | 0                   | 1                          | 0                          | 7     | 0     |
| Atlético de Madrid · España | Total club    | Total club    | 6     | 0     | 8                   | 0                   | 3                          | 0                          | 17    | 0     |
| Liverpool F. C. Inglaterra | 1.ª           | 2014-15       | 10    | 0     | 4                   | 0                   | 5                          | 0                          | 19    | 0     |
| Liverpool F. C. Inglaterra | Total club    | Total club    | 10    | 0     | 4                   | 0                   | 5                          | 0                          | 19    | 0     |
| Olympique de Marsella Francia | 1.ª           | 2015-16       | 31    | 0     | 8                   | 0                   | 4                          | 0                          | 43    | 0     |
| Olympique de Marsella Francia | Total club    | Total club    | 31    | 0     | 8                   | 0                   | 4                          | 0                          | 43    | 0     |
| Sunderland A. F. C. Inglaterra | 1.ª           | 2016-17       | 20    | 1     | 2                   | 0                   | —                          | —                          | 22    | 1     |
| Sunderland A. F. C. Inglaterra | Total club    | Total club    | 20    | 1     | 2                   | 0                   | 0                          | 0                          | 22    | 1     |
| Newcastle United F. C. Inglaterra | 1.ª           | 2017-18       | 21    | 0     | 2                   | 0                   | —                          | —                          | 23    | 0     |
| Newcastle United F. C. Inglaterra | 1.ª           | 2018-19       | 18    | 0     | 3                   | 0                   | —                          | —                          | 21    | 0     |
| Newcastle United F. C. Inglaterra | 1.ª           | 2019-20       | 21    | 0     | 3                   | 0                   | —                          | —                          | 24    | 0     |
| Newcastle United F. C. Inglaterra | 1.ª           | 2020-21       | 13    | 0     | 2                   | 0                   | —                          | —                          | 15    | 0     |
| Newcastle United F. C. Inglaterra | 1.ª           | 2021-22       | 19    | 1     | 2                   | 0                   | —                          | —                          | 21    | 1     |
| Newcastle United F. C. Inglaterra | 1.ª           | 2022-23       | 4     | 0     | 2                   | 0                   | —                          | —                          | 6     | 0     |
| Newcastle United F. C. Inglaterra | 1.ª           | 2023-24       | 0     | 0     | 0                   | 0                   | 0                          | 0                          | 0     | 0     |
| Newcastle United F. C. Inglaterra | Total club    | Total club    | 96    | 1     | 14                  | 0                   | 0                          | 0                          | 110   | 1     |
| R. C. Celta de Vigo · España | 1.ª           | 2023-24       | 12    | 0     | 0                   | 0                   | —                          | —                          | 12    | 0     |
| R. C. Celta de Vigo · España | 1.ª           | 2024-25       | 10    | 0     | 1                   | 0                   | —                          | —                          | 11    | 0     |
| R. C. Celta de Vigo · España | Total club    | Total club    | 22    | 0     | 1                   | 0                   | 0                          | 0                          | 23    | 0     |
| Total carrera | Total carrera | Total carrera | 230   | 2     | 37                  | 0                   | 12                         | 0                          | 279   | 2     |
| (1) Incluye datos de Copa del Rey, Copa de la Liga de Inglaterra, FA Cup, Copa de la Liga de Francia, Copa de Francia. (2) Incluye datos de Liga Europa de la UEFA, Liga de Campeones de la UEFA. |               |               |       |       |                     |                     |                            |                            |       |       |

## Palmarés

### Títulos nacionales
| Título           | Club               | País   | Año  |
| ---------------- | ------------------ | ------ | ---- |
| Copa del Rey     | Atlético de Madrid | España | 2013 |
| Primera División | Atlético de Madrid | España | 2014 |

### Títulos internacionales
| Título              | Club (*)           | País    | Año  |
| ------------------- | ------------------ | ------- | ---- |
| Europeo Sub-19      | Selección española | Estonia | 2012 |
| Supercopa de Europa | Atlético de Madrid | Mónaco  | 2012 |

(*) Incluyendo la selección.

### Distinciones individuales
| Distinción                                | Año  |
| ----------------------------------------- | ---- |
| Lateral derecho de bronce de Fútbol Draft | 2013 |
| Lateral derecho de plata de Fútbol Draft  | 2014 |
| Lateral derecho de plata de Fútbol Draft  | 2015 |